# Kleszczyna
Kleszczyna (niem. Kleschin) – wieś krajeńska w Polsce, położona w województwie wielkopolskim, w powiecie złotowskim, w gminie Złotów. 

## Integralne części wsi
| SIMC    | Nazwa              | Rodzaj    |
| ------- | ------------------ | --------- |
| 1009150 | Kleszczyna Dolna   | część wsi |
| 1009167 | Kleszczyna Górna   | część wsi |
| 1009173 | Kleszczyna Średnia | część wsi |
| 1009180 | Kleszczynka        | część wsi |
| 1009210 | Nowa Kleszczyna    | część wsi |

## Historia

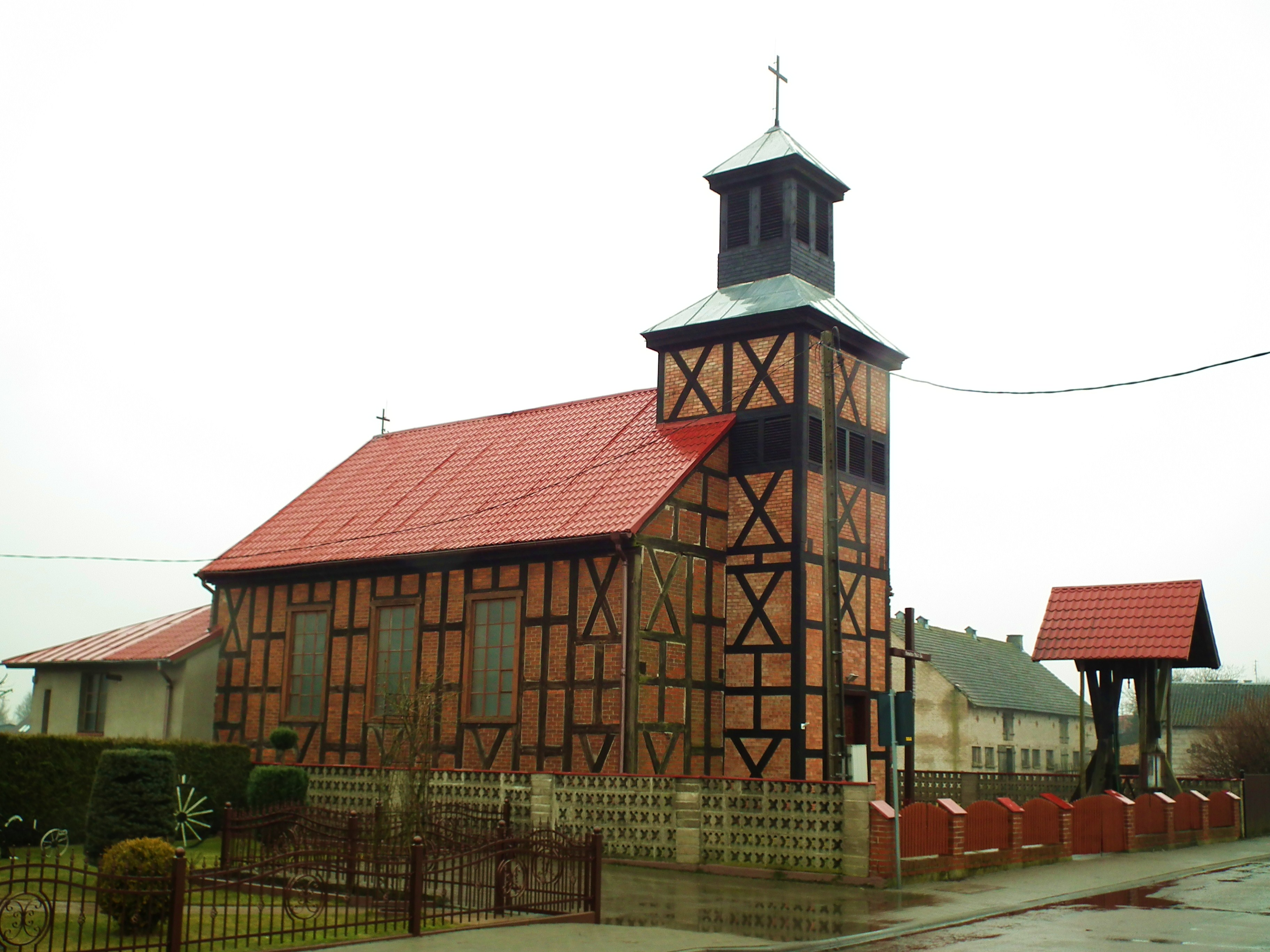
Kościół Chrystusa Króla

Jako "Klacino" wieś wspominana jest w kronikach już w 1260. Pierwsza wzmianka źródłowa o niej pochodzi z 1480. Obecna nazwa w użyciu jest od 1653. Początkowo była to wieś szlachecka, należąca do rodziny Czeszewskich, Słupskich i Sławianowskich. W średniowieczu prowadził tędy szlak handlowy z Wielkopolski ku wybrzeżu środkowego Bałtyku (od Kalisza, poprzez Łobżenicę, Złotów, Jastrowie do Kołobrzegu). Wożono tędy przede wszystkim kujawską pszenicę. Takie położenie przyczyniało się do szybkiego rozwoju wsi. W 1700 wybudowano w związku z powyższym duży zajazd z szopami i stajniami na sto wozów i koni oraz karczmę. W 1821 przeprowadzono parcelację gruntów i od tego czasu jest to wieś chłopska. 
W okresie międzywojennym wieś była prężnie działającym ośrodkiem polskości (m.in. w latach 1929-1939 funkcjonowała szkoła polska - jej dyrektora, Bronisława Kokowskiego, Niemcy ścięli toporem w 1939). Prowadzono rozległą działalność oświatowo-kulturalną oraz dokształcającą w zakresie nowoczesnego rolnictwa.
W latach 1945–54 i 1973–1976 miejscowość była siedzibą gminy Kleszczyna. Po wprowadzeniu gromad w 1954 r. wieś należała do gromady Skic. W latach 1962–1972 wieś należała i była siedzibą władz gromady Kleszczyna. W latach 1975–1998 miejscowość administracyjnie należała do województwa pilskiego.
W 2005 r. szkoła podstawowa w Kleszczynie otrzymała imię Marii Kilar (1908-2000), nauczycielki i działaczki społecznej, pochodzącej ze Lwowa, będącej od 1945 r. kierownikiem tej szkoły.  

## Obiekty
We wsi jest kilka szachulcowych chałup. Kościół pod wezwaniem Chrystusa Króla jest budowlą z muru pruskiego.
Na południe od centrum wsi znajduje się Kleszczyński Staw.